# Darriwiliano
Nella scala dei tempi geologici, il Darriwiliano rappresenta il secondo dei due piani o età in cui è suddiviso l'Ordoviciano medio, la seconda epoca dell'intero periodo Ordoviciano, che a sua volta è il secondo dei sei periodi in cui è suddivisa l'era del Paleozoico. 
È compreso tra 468,1 ± 1,6 e 460,9 ± 1,6 milioni di anni fa (Ma), preceduto dal Dapingiano e seguito dal Sandbiano, il primo piano del successivo Ordoviciano superiore.

## Etimologia
Il piano Darriwiliano deriva il suo nome dal villaggio di Darriwill, nella contea di Grant, che si trova nel piccolo stato di Victoria, situato nel sud-est dell'Australia.
 
La denominazione e il piano Darriwiliano furono proposti nel 1899 da Thomas Sergeant Hall.     

## Defininizioni stratigrafiche e GSSP
Il limite inferiore del Darriwiliano è dato dalla prima comparsa negli orizzonti stratigrafici dei graptoliti della specie Undulograptus austrodentatus.
Il limite superiore è fissato dalla prima comparsa della specie graptolitica Nemagraptus gracilis.

### GSSP
Come GSSP, il profilo stratografico di riferimento della Commissione Internazionale di Stratigrafia, è stata scelta una sezione di Huangnitang, nella contea di Changshan, nella provincia di Zhejiang, nel sud-ovest della Cina.